# Dwór w Mnikowie
Dwór w Mnikowie – znajdujący się w Mnikowie, w powiecie krakowskim, wzniesiony w XVII wieku. Obiekt jako założenie podworskie: dwór, zabudowania gospodarcze ułożone w czworobok i park wpisany został do rejestru zabytków nieruchomych województwa małopolskiego.
Dwór wybudowany w XVII w. przez kamedułów, którzy przeznaczyli go na siedzibę zarządców lub prywatnych dzierżawców majątku. W 1928 roku został wydzierżawiony przez Zgromadzenie Sióstr Albertynek.